# Buyuan Jinuo jezik
Buyuan Jinuo jezik (ISO 639-3: jiy; isto i jino, buyuan), jedan od centralnongwijskih jezika, kojim govori oko 1 000 ljudi (1994) od 18 021 etničkih Jinuo (1990 popis) u južnom Yunnanu, Kina, točnije na području autonomne prefekture Xishuangbanna Dai, blizu laoško-burmanske granice.
Svoga pisma nema. Ranije je ovaj jezik bio klasificiran u južne lolo jezike. prema novijwem popisu (2000) etnička populacija iznosi 20 899.

## Vanjske poveznice
- Ethnologue (14th)
- Ethnologue (15th)
- The Jinuo, Buyuan Language